# Lozovik (gmina Velika Plana)
Lozovik (cyr. Лозовик) – wieś w Serbii, w okręgu podunajskim, w gminie Velika Plana. W 2011 roku liczyła 4842 mieszkańców.